# Karl Erb
Karl Erb   (Ravensburg, 13 de juliol de 1877 - Ravensburg, 13 de juliol de 1958) va ser un tenor alemany que va fer la seva carrera primer en òpera i després en oratori i recital de lieder. Va destacar en tots aquests gèneres i abans del 1920 va fer representacions clàssiques de papers clau en obres modernes i va crear papers principals en els de Hans Pfitzner. Va ser el primer marit de Maria Ivogün i va ser considerat per molts l'evangelista ideal a la Passió de Sant Mateu de Bach.

## Orígens i formació primerenca

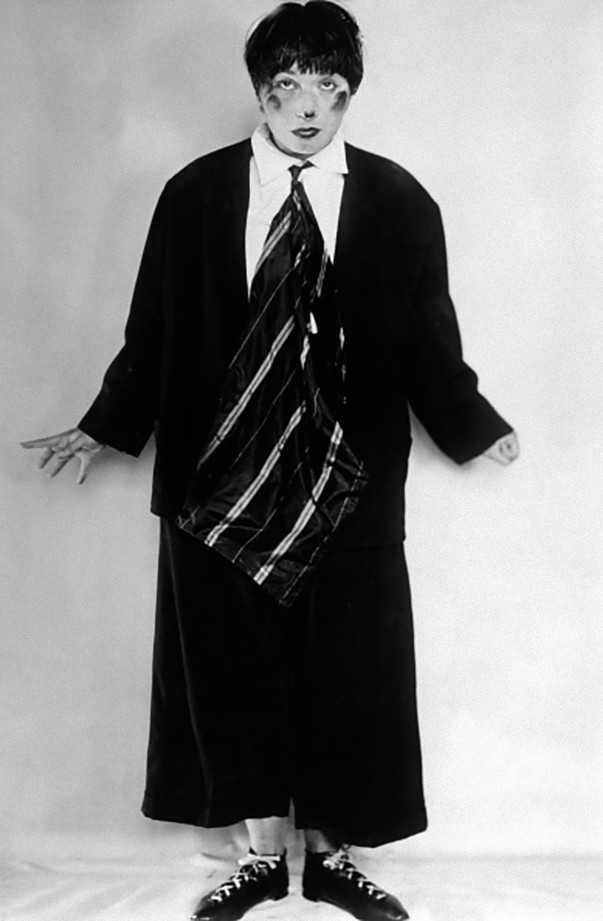
Posa de ball com a clown 1928

Erb de petit, va estar inscrit al cor benèfic local "Liebfrauenkirche" i a la classe de música. La seva mare li va ensenyar a estimar la poesia i va destacar a l'escola. La seva veu no es va canviar bruscament, sinó que es va aprofundir i intensificar fins a obtenir un timbre bell i espiritual. Va ser cercat per a esdeveniments musicals privats i va actuar en teatre amateur al "Ravensburg Konzerthaus". Posteriorment, va treballar a Wolfegg i a Rot com a caixer de la central estatal "Gas and Waterworks". El 1902 es va cremar el "Königliches Hoftheater" a Stuttgart i la companyia va treballar temporalment a Ravensburg. Erb, va assistir al cor a Cavalleria rusticana, va ser notat per Joachim Gans zu Putlitz. Von Putlitz havia estat nomenat intendent de teatre a Múnic molt abans gràcies als esforços personals de Richard i Cosima Wagner. Ernest Newman, i va oferir l'oportunitat de cantar en solitari. Va rebutjar, però es van fer altres ofertes.

## Stuttgart
El 1906, amb 29 anys, Erb va començar un any de prova no remunerat a Stuttgart (a partir del gener de 1907, cosa que va portar a un contracte remunerat de cinc anys. Va comptar amb l'ajut d'un jove répétiteur, un professor de cant, un tutor de teatre (Hans Islaub, que va estudiar els papers de Max a Der Freischütz de Weber, Lionel a Martha de Flotow, Walter a Die Meistersinger von Nürnberg de Wagner i Mathias a Der Evangelimann de Wilhelm Kienzl. A través de la cantant Elsa Wiborg, se li va donar l'oportunitat de cantar en privat per al rei i la reina; després, el 14 de juny de 1907, va debutar a Evangelimann al nou "Hoftheater".
Després va aparèixer com Lohengrin de Wagner i en d'altres obres de diferents compositors (en què la brillantor de la seva veu era especialment eficaç). Al final de l'any de prova, havia cantat al Hoftheater a les 30 tardes o classes magistrals: un èxit sense precedents. Poc després, a instàncies de von Putlitz, Erb va rebre classes de cant de Felix Decken, un tenor buffo, que va intentar trencar i reconstruir la seva tècnica. Erb, profundament minvat, el va acomiadar i gairebé va trencar amb von Putlitz, però en lloc d'això van acordar que passés la temporada d'hivern de 1908 com a tenor líric per al flamant Teatre de Lübeck.

## Lübeck
Erb va obrir triomfalment (octubre de 1908) a Lohengrin. Va mantenir una existència sòbria, però va gravitar al cercle social d'Ida Boy-Ed, on es va barrejar amb Hermann Abendroth, Wilhelm Furtwängler i altres. Va viatjar a Hamburg per veure a Caruso i Edyth Walker a la Tosca de Puccini. Molt inspirat, va afegir infinitat d'òperes al seu repertori. Totes les seves actuacions es cantaven en alemany.
L'abril de 1909, al final de la seva primera temporada a Lübeck, va tornar a Stuttgart i va mostrar com s'havia beneficiat de l'experiència. Va tornar a Lübeck per segona temporada a la tardor de 1909, afegint al seu repertori òperes de Wagner, Mozart, R. Strauss etc. Es va acomiadar de maig de 1910. Després va cantar a Kiel i Hamburg, tornant a Stuttgart per a la temporada d'hivern de 1910.
A través de Frau Boy-Ed, Erb va ser convidat a la casa de Graf von Bernstorff al llac Starnberg, on també va conèixer Felix Mottl, Stenka Fassbender i Graf Sporck (poeta-autor del drama musical Kunihild de Cyrill Kistler). Va cantar Schubert per Mottl, que va quedar profundament impressionat, i va començar a planejar portar-lo a Múnic. Graf Spork, un amic de la casa Wahnfried, també estava interessat, i Erb i Frau Boy-Ed van assistir a Bayreuth amb ell. Però enmig de la rivalitat, un lloc a Múnic ja era segur (a través de Mottl) quan, en un concert sota la batuta de Siegfried Wagner, Erb es va adonar que no podia treballar per a aquest últim.

## Stuttgart i Múnic
Hans Pfitzner com a director de l'Òpera d'Estrasburg des de 1910, va intentar escenificar el seu Der Arme Heinrich a Stuttgart, però necessitava un tenor adequat per transmetre les profunditats espirituals de l'obra. Von Putlitz va decidir que Erb era l'únic cantant adequat. El mateix Pfitzner va venir a preguntar-lo a Stuttgart i va obtenir un gran èxit. El "Munich Hoftheater", instat per Mottl, es va oferir a contractar-lo quan acabés el contracte de Stuttgart. Erb volia anar-se'n, però quedaven tres anys a Stuttgart: va rebutjar que l'oferta de Mannen d'un hoste Tannhaüser fos massa pesada per a la seva veu.
Tanmateix, Pfitzner, que intentava boicotejar el "Munich Hoftheater" per la interpretació de les seves obres, va reescriure el paper dArme Heinrich per a Erb i el va representar amb ell al "Prinzregententheater" de Múnic, de manera privada, amb la qual cosa von Speidel pel Hoftheater va demanar a Erb el seu preu i se li va dir 24.000 marcs a l'any. Múnic va oferir un paper de convidat a Lohengrin, que va prendre, i més tard un Florestan i un Hoffmann. El 1912 i el 1913 cantava sis representacions al mes a Stuttgart i participava en aparicions a Tübingen, Ulm, Lübeck, Berlín i Wiesbaden. El setembre de 1912 es va completar el nou "Stuttgart Hoftheater" i Erb va cantar Walter a Els mestres cantaires de Nuremberg.
Un mes després, el 25 d'octubre, a Stuttgart, Richard Strauss va dirigir l'estrena de la seva Ariadne auf Naxos. La primera i la tercera actuació van ser amb les solistes d'elit Maria Jeritza, Margarethe Siems i Herman Jadlowker: la segona va ser l'equip de Stuttgart, Erb com Bacchus. El maig de 1913 a l'actuació imperial de Wiesbaden va cantar Hüon a Oberon. El Kaiser li va dir: "Deus ser un bon Lohengrin. Digueu-li al baró von Putlitz que li agraeixo haver enviat un artista tan bo de Huon. El comiat d'Erb a Stuttgart després dels sis anys que hi va ser va ser com Lohengrin.

## Múnic
Poc després d'arribar a Múnic el 1913, on Bruno Walter (de Viena) havia succeït a Mottl, Erb va aparèixer com a Loge a Das Rheingold. Va replantejar completament la peça, prescindint de la suplantació de flames i dansa de Briesemeister. Walter es va adonar que era un artista pensant, i la premsa "no havia vist tal Loge des de Bayreuth". Va cantar aquest paper (el seu 42è) durant 12 anys als festivals de Múnic. El setembre de 1913, Caruso va cantar Canio a Múnic, però va deixar Turiddu a Erb. Ara cantava Erik, Tannhäuser, Loge, Pinkerton i Cavaradossi. Les seves habilitats dramàtiques eren admirades com Aquil·les a Iphigénie en Aulide de Gluck i va cantar Graf Adolar a Euryanthe de Weber. El 1914, quan Parsifal va rebre lliurement per primera vegada a Alemanya, va ser el primer Parsifal de Múnic, aportant visió espiritual i religiosa.
Ja cantava Bacus i Naraboth de Strauss i Arme de Heinrich de Pfitzner. Bruno Walter va portar el Der Corregidor d'Hugo Wolf al Festival de Múnic per a ell, amb una despesa, i Erb es va associar completament, gairebé exclusivament. El teatre va valorar el seu creixent poder dramàtic i la seva intuïció i va gaudir d'obres com Der ferne Klang de Franz Schreker i (més tard) Die Gezeichneten del mateix compositor.
Durant la primera guerra mundial, el treball del teatre es va reduir i es va limitar a la música alemanya i italiana. L'estiu de 1916, va viatjar amb el conjunt del teatre de Stuttgart a França i Bèlgica per cantar i tocar a les tropes alemanyes. Es va trobar amb soldats de Ravensburger a Lille. A Brussel·les, després d'un concert, un oficial li va donar l'anell d'or com a testimoni d'homenatge al seu art, un soldat desconegut que tornava al front i que potser hauria d'estar mort demà. Erb el va portar fins que va esclatar la Segona Guerra Mundial.
Passió de Sant Mateu
El 1914, Bruno Walter va convèncer Erb que cantés l'evangelista a la Passió de Sant Mateu de Bach. La seva primera actuació va ser a l'Odeon de Múnic, el 28 de març de 1915, amb Paul Bender com a Jesús. En aquest període, va aprendre els papers de Pfitzner, Wolf i Schreker i (pel seu propi compte) va intentar desenvolupar cada vegada més la profunditat emocional, espiritual i intel·lectual de les seves interpretacions. Va endinsar tota la seva personalitat artística a l'Evangelista, llegint el que havien escrit Albert Schweitzer i Heuser.
El 1915, Paul Ehlers el va considerar el millor evangelista des de Heinrich Vogl. Una actuació de Colònia del 1916 va guanyar elogis extravagants i es meravellà de la seva versatilitat, per part de Hermann Abendroth i de la premsa. El poeta Romain Rolland va escoltar la representació del 10 de març de 1916 a la Basilea Minster amb Herman Suter (amb Maria Philippi) i la va exaltar, i aviat Amsterdam també va reconèixer un nou geni.
Palestrina de Pfitzner
El major projecte artístic de guerra de Múnic va ser l'estrena de Palestrina de Hans Pfitzner el 1917. Erb va crear el paper principal, amb Maria Ivogün com a Ighino. Fritz Feinhals i Friedrich Brodersen també van cantar i Walter va dirigir. Els suïssos van portar tot l'espectacle amb el conjunt de Múnic, en plena guerra, a Basilea, Berna i Zuric. Thomas Mann, que havia vist la passió de Sant Mateu d'Erb, va descriure com va copsar completament el significat espiritual de Palestrina i Pfitzner va sentir que havia trobat el seu intèrpret ideal. (Ivogün havia vingut a Múnic a la companyia de Walter el 1913 i el 1916 ella i Erb van adonar-se que estaven enamorats durant la representació del Der Ring des Polykrates d'Erich Wolfgang Korngold.)
Erb sempre va voler cantar els papers de Wolfgang Amadeus Mozart, però va ser durant els assajos d'una obra de Schreker que de sobte va haver d'intervenir com a Belmonte a Die Entführung aus dem Serail. Erb va ser un gran cantant mozartià i, després, va interpretar molts papers, inclosos Octavio, Belfiore, Tamino i Ferrando, a més de Belmonte. El 1918, poc abans del final de la guerra, el rei de Baviera va atorgar a Erb (l'últim) el títol "Königlich Bayerische Kammersänger". Durant l'ocupació del Rin, a principis de 1919, Erb recorria les ciutats del Rin i als Països Baixos amb la Passió segons Sant Mateu. Va ser retingut, tornant, a Ingolstadt, i la revolució de Múnic s'havia establert en el moment del seu retorn allà.

## La unió Erb-Ivogün
El juliol de 1921, Erb i Maria Ivogün es van casar. Aquella setmana Erb va cantar cinc Parsifals i un Belmonte al Festival de Zuric. Al llarg dels anys següents, la seva col·laboració musical en teatre, concert i "Lieder-abend" va ser cada vegada més famosa. Les seves veus i personalitats semblaven ideals. Van aparèixer junts com Ernesto i Norina, Almaviva i Rosina, Chateauneuf i Marie, Hoffegut i Nachtigall, Martha i Lionel, Fenton i Frau Fluth, Max i Aennchen, Wilhelm Meister i Mignon, Ritter Hugo i Undine, Fenton i Alice, Duke i Gilda, Palestrina i Ighino, Bacus i Zerbinetta, Rudolf i Mimi, Hoffmann i Olympia, i sobretot en els papers de Mozart, Belmonte i Konstanze, Tamino i la reina de la nit, Ferrando i Despina i Ottavio i Zerlina. A la sala de concerts van cantar duets italians, de Haendel, Schumann i Schubert, i de compositors moderns encara menys coneguts.
Entre 1920 i 1924, Ivogün va realitzar una gira sola als Estats Units i hi va desenvolupar nombrosos seguidors. La parella va fer una gran gira allà junts entre desembre de 1924 i finals de febrer de 1925, quan, després que Willem Mengelberg no hagués aconseguit convèncer Erb de cantar la Passió de Sant Mateu a la ciutat de Nova York, enmig de sensacions de premsa que oferien "comprar" l'actuació, Erb va deixar Maria a va completar el seu recorregut i se'n va anar cap a casa. Va haver de lliurar Matthew Passions dues vegades cadascun a Múnic, Elberfeld, Dortmund, Hagen, Colònia i Haarlem, tots entre el 22 de març i el 13 d'abril. Els Estats Units no s'adaptaven a Erb com a Ivogün i, tot i que la seva col·laboració va continuar durant diversos anys, van començar a seguir el seu camí.

## Tribulacions
Durant el viatge cap a casa, el març de 1925, van arribar al vaixell la notícia que Friedrich Ebert havia mort i, per primera vegada, Adolf Hitler va començar a parlar obertament a Múnic. Els seus compromisos d'abril s'han acabat i, amb Maria de tornada, Erb va tornar a Múnic disposat a reprendre el seu treball. Però Bruno Walter havia marxat de Múnic per a la "Städtische Oper de Berlín-Charlottenburg"" el 1922: el seu successor Hans Knappertsbusch tenia poc temps per al tenor de Suàbia, el contracte de la qual va expirar l'estiu de 1925. No es va renovar. Després de dotze anys a Múnic, se li va permetre un comiat (15 de juny) a Das Nachtlager in Granada (amb prou feines un aparador) i Erb, que estimava Múnic, va marxar amb amargor. Un any després va morir el seu company en els rols de baríton Brodersen, que va ser substituït per Heinrich Rehkemper: el baix Paul Bender, va romandre a Múnic des de 1903.
Ivogün no es quedaria sota Knappertsbusch i anà a l'Òpera Berlín-Charlottenburg. El 1926, Erb, Ivogün i el seu acompanyant Michael Raucheisen oferien recitals a Bremen, i poc abans que un Duetten-abend es tries, Erb es va transtavellar a l'escala de l'hotel i es va trencar la cama dreta. Dos mesos dolorosos més tard a Berlín, va reprendre el cant amb Lieder-abends i una "Matthew Passion". El 1927 va aparèixer a Londres, Covent Garden, com a Belmonte, amb Paul Bender com a Osmin, i després d'això va cantar a Berlín, a La Haia, a Halle, Düsseldorf i Mannheim, com Belmonte, Tamino, Loge, Bacchus, Ernesto i Florestan. i a Der Corregidor. L'estiu de 1929 va cantar la "Matthew Passion" a La Scala de Milà, a un públic molt entusiasta.
Aquell juliol mentre nedava al "Starnbergersee", Erb va ser llançat contra una roca al costat del mar i trobat més tard a la platja per la seva esposa Ivogün. Per sort se li va salvar la vida, però la convalescència va ser llarga i dolorosa i mai es va recuperar completament. El gener de 1930 va tornar a aparèixer davant el públic amb Ivogün, i encara amb molt de dolor va viatjar als Països Baixos per cantar Florestan. El juny de 1930 va fer la seva última aparició operística, una representació digna dels seus poders, a l'Òpera de Berlín-Charlottenburg sota la direcció de Furtwängler, com a Florestan. L'abril de 1931, Erb i Ivogün es van divorciar, trencats per sentiments profunds i conflictius. Dos anys després, es va assabentar que s'havia casat amb Michael Raucheisen, el seu antic acompanyant, amb qui esperava tornar a treballar: va ser un cop doblement aclaparador.

## Carrera posterior
Erb va continuar cantant anualment l'Evangelista de la Passió segons sant Mateu a Amsterdam per Willem Mengelberg i, al llarg de trenta anys, la va cantar 360 vegades, a la majoria de ciutats i ciutats alemanyes importants, i a Zuric, Berna, Basilea, Lucerna, Solothurn, Lausana, Milà i Brussel·les, amb Bruno Walter, William Mengelberg, Hermann Suter, Fritz Busch, Hermann Abendroth, Alfred Sittard, Wilhelm Furtwängler, Karl Straube i Eugen Papst. Amb el pas de dècades, la seva interpretació va créixer i es va anomenar cada vegada més autoritzada. El va cantar durant tota la Segona Guerra Mundial i, després, a Alemanya: un crític del 1940 va descriure la seva actuació a la catedral de Colònia com un "unfassbaren, übermenschlichen, unirdisch wirklichen Vollendung" (una perfecció inconcebible, més que humana, realment suprema).
Quan Erb va deixar l'escenari, la seva carrera acabava d'entrar en el seu últim gran desenvolupament, que va ser un dels cantants de lieder més seriosos i amb més èxit de la seva època. Entre 1935 i 1940 va realitzar una impressionant sèrie de discos (HMV) de cançons de Schubert, Schumann, Brahms i Wolf, acompanyat de Sebastian Peschko, Bruno Seidler-Winkler o Gerald Moore. Les moltes vessants de la seva experiència cantant, la reflexió del seu Pfitzner, Wolf i Schreker, la disciplina musical dels seus rols de Bach i Mozart, Beethoven, Gluck, Weber i lírica de Wagner, havien posat les bases d'aquest darrer treball, va sobresortir. La seva tècnica vocal, el control de la respiració i el to distintiu van sobreviure gairebé sense canvis fins a la meitat dels setanta. Hans Hotter, que tenia molta estima a Erb, va dir que "van ser Paul Bender i Karl Erb els que van provocar el meu gran amor per la cançó artística".
El 1947, als 70 anys, va donar un concert pel 90è aniversari de la seva mare a la seva església de Ravensburg. Els seus darrers discos, cinc cançons de Schubert, es van fer el desembre de 1951 quan tenia 74 anys. Va morir a Ravensburg, quan va complir 81 anys, el 1958.

## Referència literària
En el seu Doktor Faustus, Thomas Mann es refereix a la primera representació de l'obra dApocalypse, d'Adrian Leverkühn, dirigida per Otto Klemperer el 1926 a Frankfurt. El paper de narrador "està escrit aquí per a un tenor..., un registre alt semblant al castrat, el corb fred, objectiu, de periodista, contrasta terroríficament amb el contingut dels seus catastròfics anuncis... Això és extremadament difícil una part va ser presa i cantada per un tenor amb la veu d'un eunuc, anomenat Erbe ('von einem Tenoristen eunuchalen Typs names Erbe gesungen')... el cantant havia entès la idea amb la major intel·ligència. (Cap XXXIV, conclusió). La famosa ironia de Mann s'aplica aquí al lleuger canvi del nom Erb, que s'ha convertit aquí en la paraula alemanya per "herència" - Erbe.